# Agapophytus albopunctatus
Agapophytus albopunctatus är en tvåvingeart som beskrevs av Roder 1885. Agapophytus albopunctatus ingår i släktet Agapophytus och familjen stilettflugor. Inga underarter finns listade i Catalogue of Life.